# Martijn Vink

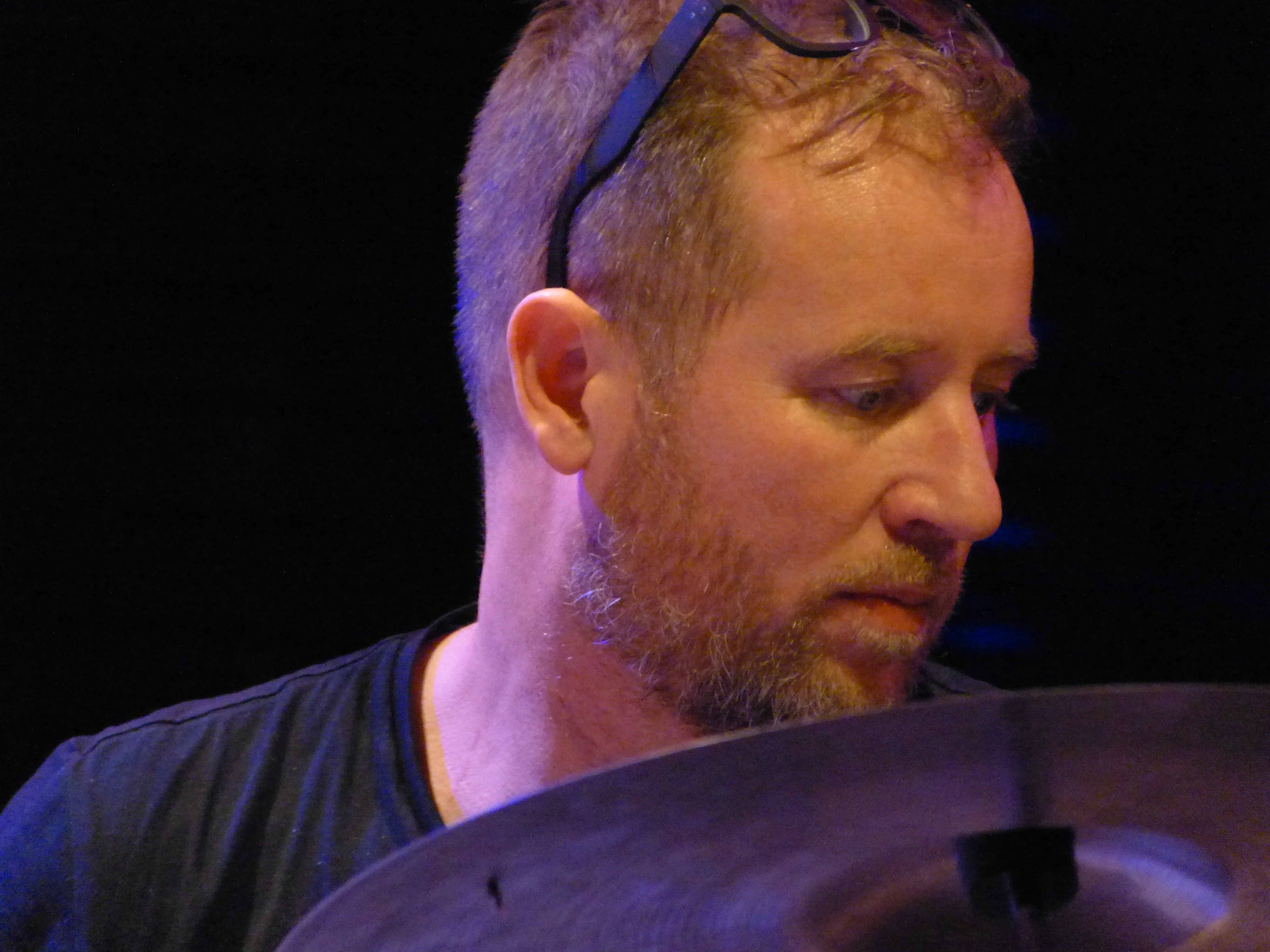
Martijn Vink (2020)

Martijn Vink (* 6. August 1974 in Culemborg) ist ein niederländischer Schlagzeuger und Komponist des Creative Jazz. Er wurde als „bester Jazzdrummer der Niederlande“ (De Telegraaf) und „einfallsreichster Schlagzeuger aus den Niederlanden“ (de Volkskrant) bewertet.

## Leben und Wirken
Vink durfte bereits in jungen Jahren bei Eric Vloeimans im Rotterdamer Jazzcafé Thelonious einsteigen; auf dem Konservatorium Hilversum erhielt er Schlagzeugunterricht bei Cees Kranenburg. 1996 startete er seine Karriere als Profimusiker und spielte zunächst bei Jesse van Ruller, Ben van den Dungen, Jarmo Hoogendijk, Jasper Blom und Benjamin Herman. Auch bildete er eine feste Rhythmusgruppe mit dem Bassisten Frans van Geest. 2002 wurde er Mitglied des Brussels Jazz Orchestra, in dem er mit Dave Liebman, Kenny Werner oder Maria Schneider arbeitete. Dann holten ihn Tineke Postma und Martijn van Iterson in ihre Gruppen. Ab 2005 arbeitete er in verschiedenen Gruppen mit Anton Goudsmit und Efraim Trujillo, von denen The Ploctones sehr erfolgreich wurden. Im Metropole Orkest war er an Produktionen mit Pat Metheny, Yuri Honing oder Elvis Costello beteiligt, die teilweise auch auf Tonträger veröffentlicht wurden. Weiterhin trat er mit Jeffrey Bruinsma, Louk Boudesteijn, Rob van de Wouw und Harmen Fraanje auf; auf dem North Sea Jazz Festival 2010 begleitete er Chris Potter. Auch gehörte er zur Band der Rocksängerin Anouk und ist auf Alben von Philip Catherine, Florian Ross und Till Brönner zu hören.
Vink ist Dozent für Schlagzeug am Conservatorium van Amsterdam.